# John Todd Zimmer
John Todd Zimmer (28 de febrero de 1889 - 6 de enero de 1957) fue un eminente ornitólogo estadounidense.

## Biografía
Graduado en la Universidad de Nebraska-Lincoln, se interesó tempranamente tanto por la entomología como por la ornitología. Desde 1913 trabajó como consultor para la agricultura en las Filipinas y posteriormente en Nueva Guinea; durante este tiempo, realizó colecciones importantes de ejemplares de aves. Después de su retorno a Estados Unidos, se integró al cuerpo del Museo Field de Historia Natural, en cuyo papel compiló el Catalog of the Ayer Ornithological Library, y participó de expediciones al África y al Perú.

En 1930 Frank Michler Chapman lo reclutó como curador asociado de aves del American Museum of Natural History en Nueva York, donde permaneció por el resto de su vida. Realizó revisiones sistemáticas de la taxonomía de las aves del Perú y de otras relacionadas en otras regiones de América del Sur, y en sus años finales, combinó esto con estudios de la familia Tyrannidae, preparando esta sección en el Peter's Check-list of Birds of the World.

Fue también miembro de la American Ornithologists' Union y editor del periódico The Auk desde 1942 a 1948.

## Honores

### Eponimia
John Todd Zimmer es homenajeado en el nombre científico y popular de varias aves, citando Scytalopus zimmeri, Synallaxis zimmeri, el género Zimmerius, titirijí de Zimmer y trepatroncos de Zimmer.

## Abreviatura (zoología)
La abreviatura Zimmer, JT  se emplea para indicar a John Todd Zimmer como autoridad en la descripción y taxonomía en zoología.

## Enlaces
- Wikispecies tiene un artículo sobre John Todd Zimmer.

- Datos: Q1564050
- Especies: John Todd Zimmer